# Christen Købke
Christen Schiellerup Købke (født 26. maj 1810, død 7. februar 1848) var en dansk maler. Han regnes i dag for den danske guldalders betydeligste maler.

## Liv og gerning
Maleren Christen Schiellerup Købke 1810-48 blev født 26. maj 1810 i København og var søn af bagermester Peter Berend Købke (1771 – 1843) og Cecilie Margrethe født Petersen (1778 – 1867).
Faren havde en entreprise på bageriet på Københavns Kastel.
Christen Købke fik sin første undervisning i hjemmet, men en gigtfeber, som i hans 11. år fængslede ham til et langvarigt sygeleje, fik afgørende betydning for hans livsbane. De tegninger, han syslede med under rekonvalescensen, bevægede forældrene til efter helbredelsen at sende ham til Kunstakademiet. Han studerede på Kunstakademiet i København allerede som 12-årig og indtil 1832.

### Studieår
På Akademiet fik han allerede i januar 1822 adgang til den første tegneklasse og et års tid efter til Lorentzens malerstue, hvor han øvede sig i maling ved at kopiere flere portrætter. I 1827 blev han først elev af modelskolen, og året efter, da hans lærer døde, fik han plads i Eckersbergs malerstue. Allerede i 1827 begyndte han at male, i det familiens yngre medlemmer måtte sidde for ham; i 1828 kom turen til Mormoder, et portræt, som allerede viste betydelig større sikkerhed i tegningen, om også malemåden minder om Lorentzen. Imidlertid gik den akademiske undervisning sin gang, i 1831 vandt han den mindre sølvmedalje og i 1832 den store.
Et sommerophold i Århus gav ham lyst til også at tegne og male efter den frie natur. Men hans fleste arbejder var endnu er portrætter. Kunstforeningen købte et par af hans første billeder, Parti af Aarhus Domkirke (1830/1831(DBL)), i Den Kongelige Malerisamling, og Antiksalen paa Charlottenborg. Allerede i 1830 havde han malet et landskabeligt parti ved citadellet med en gammel matros i forgrunden, siddende som cigarsælger ved et lille bord.
I 1833 malede han som studie et portræt af den samme gamle sømand, udmærket ved den fine modellering i de tyndt pålagte farver og den klare farvetone i karnationen. Dette fortrinlige ungdomsarbejde blev købt efter kunstnerens død til Den Kongelige Malerisamling, altså ikke, som almindeligt i den tid, for at give en lovende kunstner en opmuntring, men, selv efter at løbet var fuldendt, i erkendelsen af, hvor højt kunstneren allerede stod i dette værk.

### Raderinger
Så tidlig som i 1831 begyndte han at radere, blandt andet et parti af Århus Domkirke, der blev udgivet af Kunstforeningen. I 1836 udførte han den gamle sømands brystbillede, der også som radering hører til hans bedste arbejder- Året efter kom en større, smuk radering af Frederiksborg Slot. I de samme år malede han Frederiksborg Slot, set fra Jægerbakken ved Solnedgang (udstillet 1836) og En Sommermorgen ved Østerbro (udstillet 1837), der nu tilhører Den Kongelige Malerisamling. 
En sammenligning med hans italienske billeder viser bedst, hvor sandt han havde forstået at opfatte den nordiske sols blege skønhed, selv inden han havde lært sydens glød at kende. Den omhyggelige gengivelse af alle enkeltheder giver tillige dette billede en betydelig historisk interesse.

### Stipendium og udlandsrejse
I slutningen af 1837 ægtede han en kvindelig slægtning, Susanne Cecilie Købke (1810 – 1849), datter af kancelliråd, Kontorchef Caspar Berend Købke (1764 – 1826) og Juliane Dorothea født Ratz (1776 – 1860). Kort efter malede han et smukt portræt af sin unge hustru. Imidlertid havde han fået en varm anbefaling af Akademiet til Fonden ad usus publicos, hvorefter han i 1838 fik løfte på rejsestipendium det følgende år; han fik også 1839 et stipendium på 600 rigsdaler årlig i 2 år. Men allerede i august 1838 havde han og Georg Christian Hilker forladt København, uden at tage sin hustru med, og nåede hen ad nytår Rom, hvor han traf sin svoger F.C. Krohn og mange andre danske kunstnere. 
I muntert samliv med kunstfæller gik vinteren under studier af Roms kunstskatte, og først da han den følgende sommer, i følge med Constantin Hansen, gjorde udflugter til Neapel, Sorento og Capri, begyndte han at male studier i det frie. Den syditalienske naturs hele fylde og rige farveskønhed gik her således op for ham, at han kunne gengive indtrykket frisk og levende efter hjemkomsten.

### Efter hjemkomsten
I 1840 var han hjemme igen, men først da han havde et udført billede færdigt, Parti af Capris sydside, stærk Søgang (udstillet 1842), foreviste han dette for Akademiet og blev agreeret 1842. Til medlemsstykke skulle han male Et Parti af den italienske Kyst ved Middelhavet. I stedet for at male dette, fuldførte han et stort maleri, Kystparti ved Capri, Morgen (udstillet 1844), hvilket blev købt til Den Kongelige Malerisamling. Dette billede karakteriserer Købke i hans sidste periode. 
Det udmærker sig ved en dybde og glans i farven, en mere storslået malerisk helhed, end hans tidligere billeder havde, selv om man ved sammenligning med de i Italien udførte studier kan savne noget af det umiddelbare indtryk i gengivelsen af enkeltheder. Endnu et billede over et italiensk motiv, En Pergola (udstillet 1845), gjorde megen lykke. Så vel disse arbejder som udførelsen af en del dekorationer i Thorvaldsens Museum havde sinket ham i at arbejde på medlemsstykket. 
Hans hustrus sygdom og familiesorg hæmmede måske også hans arbejdskraft. Først i oktober 1846 blev Parti af Marina piccola paa Capri forevist i Akademiet og forkastet, om end med et ringe overtal. Der er i dag diskussion om, hvor dette billede er havnet.

### Død
Til trods for at han endnu fuldførte nogle portrætter, gjorde skuffelsen over, at hans store maleri Parti af Marina Piccola på Capri blev forkastet som medlemsstykke til Kunstakademiet så stærkt et indtryk på ham, at hans kraft var brudt. Også økonomiske problemer som følge af faderens død kom til at plage Købke resten af hans liv. En forkølelse gik over til lungebetændelse, og 7. februar 1848 døde han efter få dages egentlig sygdom.

## Malestil
Købkes større malerier er præget af en tør, akademisk stil. Det er særligt hans mindre studier og portrætterne, der beundres i dag. Hans bedste værker er prægede af ro og farvesans, hvor dagligdags motiver tilføres spænding og dynamik gennem utraditionelle beskæringer og dristige kompositioner.
Købke hentede primært sine tidligste motiver fra Kastellet, hvor hans far var bager fra 1815. Malerierne virker i dag spontane og moderne i farveholdning og opstilling.
Med familiens flytning til Blegdamsvej ("Blegdammen", også i København) i 1833 indtrådte en ændring i hans kunst: For at forberede et gennembrud som maler begyndte han at arbejde med større formater og mere konstruerede kompositioner. Som led i planen rejste han til Bornholm, hvor en broder var præst ved Ibs Kirke ved Østermarie. 
I 1838 rejste han på dannelsesrejse til Italien over Dresden og München. På rejsen lavede han skitser og studier, som skulle blive grundlag for større malerier efter hjemkomsten til Danmark i 1840.
Hos Bruun Rasmussen Kunstauktioner blev en tegning af Købke i 2013 solgt for kr. 340.000. Køberen var Metropolitan Museum of Art i New York.

## Billeder
| - Fra familiekredsen - Købkes mor, Cecilia Margrete Købke, 1827 - Købkes far, bagermester Peter Berendt Købke, ca. 1835 - Søsteren Sophie Krohn stående ved vinduet i familiens hjem på Kastellet, ca. 1830 - Søsteren Conradine Købke 1830 - Søsteren Adolphine Købke 1832 - Søsteren Cecilie Margrethe Petersen, født Købke, 1835 - Købkes søster Christiane, 1854 - Broren Valdemar Hjartvar Købke, 1838 - Broren Hans Peter Købke, 1841 - Svogeren, medaljør F.C. Krohn, 1839 - Juliane Dorothea Købke, født Ratz. Købkes svigermor, ca. 1845 - Købkes søn Peter som ung, 1847 |

| - Andre værker af Christen Købke – efter år - Udsigt over område ved Kastellet set mod voldene, 1830 - Udsigt fra et vindue på Toldbodvej til Kastellet, 1833 - Frederik Christian Sibbern, 1833 - Parti udenfor den nordre Kastelport, 1834 - Parti af Østerbro i morgenbelysning, 1836 - Parti af den nordre Kastelsbro, 1837 - Udsigt fra Dosseringen ved Sortedamssøen mod Nørrebro. 1838 – Blegdammen |

| - Østerbro set fra Dosseringen, 1838 - Constantin Hansen, 1839 - En bacchantinde på en søtiger, 1839 - Bugten ved Napoli, 1843 - Formodentlig den svenske blomstermaler Johan Fredrik Damm (sv), 1844 - En fiskerdreng fra Capri, 1844 - Trappe op til Købkes atelier på Blegdammen, ca. 1845 - Et hjørne ved faren hus, 1845 - Det indre af en gård i Odense. Ml. 1825 og 1848 - Munter scene fra et drikkegilde i det fri. Ml. 1828 og 1848 |